# Adam Zieleniecki
Adam Zieleniecki – polski aktor teatralny, filmowy i telewizyjny. Obecnie mieszka w Białymstoku. Absolwent PWST w Warszawie Wydział Sztuki Lalkarskiej w Białymstoku.

## Teatr
Występuje w Białostockim Teatrze Lalek (od 1986).

### Spektakle teatralne

#### Role
Białostocki Teatr Lalek
- 1986 r.: "O Medyku Feliksie" reż. P. Tomaszuk,
- 1987 r.: "Turlajgroszek" reż. P. Tomaszuk,
- 1989 r.: "Polowanie na lisa" reż. P. Tomaszuk,
- 1990 r.: "Kabaret Dada" reż. W. Szelachowski,
- 1992 r.: "Mały Tygrys Pietrek" reż. zespół,
- 1996 r.: "Alicja w krainie czarów" reż. W. Kobrzyński,
- 1996 r.: "Cyrano de Bergerac" reż. Pecko,
- 1997 r.: "Państwo Fajnackich" reż. W. Szelachowski,
- 1998 r.: "Krótki kurs wychowania seksualnego" reż. W. Szelachowski,
- 1999 r.: "Amelka, bóbr i król na dachu" reż. P. Nosalek,
- 1999 r.: "Percewal" reż. W. Kobrzyński,
- 2000 r.: "Scrooge czyli opowieść wigilijna" reż. A. Rozhin,
- 2000 r.: "Tymoteusz wśród ptaków" reż. A. Zaborski,
- 2001 r.: "Płaszcz" reż. P. Dąbrowski,
- 2002 r.: "Lis Przechera" reż. W. Kobrzyński,
- 2004 r.: "Krótki kurs poezji dziecięcej" reż. W. Szelachowski,
- 2003 r.: "Spowiedź w drewnie" reż. K. Rau,
- 2004 r.: "Gelsomino w krainie kłamczuchów" reż. W. Śmigasiewicz,
- 2005 r.: "Baron Munchhausen. Pierwsza odsłona" reż. W. Szelachowski,
- 2006 r.: "Zielony wędrowiec" reż. K. Rau,
- 2007 r.: "Fasada" reż. Duda Paiva,
- 2007 r.: "Biegun" reż. E. Piotrowska,
- 2007 r.: "Tymoteusz Rymcimci" reż. A. Zaborski,
- 2007 r.: "Inkwizytor" reż. W. Kobrzyński,
- 2008 r.: "CDN" reż. A. Biziuk,
- 2008 r.: "Choroba jasna św. Mikołaja" reż. W. Szelachowski,
- 2009 r.: "Księga dżungli" reż. J. Malinowski,
- 2009 r.: "Szwejk" reż. P. Nosálek,
- 2010 r.: "Nagi Król" reż. W. Kobrzyński,
- 2011 r.: "Księżniczka Angina" reż. P. Aigner,
- 2011 r.: "Raz, dwa, trzy, Baba Jaga patrzy" reż. Anna Iwanowa-Braszinska,
- 2012 r.: "Pieśń o Cieniu" reż. U. Kijak,
- 2013 r.: "Bazyliszek" reż. P. Nosálek,
- 2013 r.: "Texas Jim" reż. P. Aigner,
- 2013 r.: "Opowieść wigilijna" reż. J. Malinowski,
- 2014 r.: "Czarnoksiężnik z Krainy Oz" reż. E. Piotrowska,
- 2015 r.: "Robot i Motylek" reż. A. Sunklodaite,
- 2015 r.: "Krótki kurs piosenki aktorskiej - reprapremiera" reż. W. Szelachowski,
- 2016 r.: "Pinokio" reż. J. Malinowski,
- 2016 r.: "Piękna i Bestia" reż. B. Mazuch,
- 2017 r.: "Cień" reż. W. Kobrzyński,
- 2017 r.: "Nauka latania" reż. J. Gerigk.

## Filmografia
- 1998: U Pana Boga za piecem jako Adam, policjant w Królowym Moście
- 2001: Oko Boga jako O'Neil
- 2007: U Pana Boga w ogródku (film) jako Adam, policjant w Królowym Moście
- 2007, 2009: U Pana Boga w ogródku (serial) jako Adam, policjant w Królowym Moście
- 2009: U Pana Boga za miedzą jako Adam, policjant w Królowym Moście
- 2009: Blondynka jako Magdziarz (odc. 10 i 11)
- 2021: Czarna Dama jako Neumark
- 2022: Ślicznotka jako policjant
- 2023: U Pana Boga w Królowym Moście jako Adam, policjant w Królowym Moście

## Nagrody i odznaczenia
- 2003: Srebrny Krzyż Zasługi[4]
- 2008: Medal "Zasłużony dla Kultury Polskiej"
- 2013: Brązowy Medal „Zasłużony Kulturze Gloria Artis”
- 2021: Nagroda Artystyczna Prezydenta Miasta Białegostoku